# Sári László
Sári László (Budapest, 1950. október 28. –) magyar tibetológus, József Attila-díjas író, műfordító, könyvkiadó, rádiós szerkesztő. Tibetológusként kutatási témája a tibeti irodalom, költészet. Rádiós szerkesztőként a nevéhez fűződnek a Magyar Rádió A Kelet kapujában és a Keleti Társalgó című műsorok. Íróként a Su-la-ce néven kiadott Lin-csi történeteivel vált ismertté és népszerűvé.

## Életpályája
Sári László az ELTE Bölcsészettudományi Karon magyar-tibeti szakon végzett. Ezt követően egyéves ösztöndíjjal Szentpéterváron a buddhista filozófia és a tibeti irodalom, elsősorban a tibeti vers témakörében végzett kutatásokat. Doktori disszertációját a tibeti verselmélet kérdéseiből írta. Publikációiban a nyugati és a keleti gondolkodás határait, a különböző logikai rendszerek jellemzőit vizsgálja. Verselméleti kérdésekkel foglalkozó munkái a nyugati versformák és a tibeti költészet formai sajátosságait vizsgálják.
1975 óta szerkeszt tudományos ismeretterjesztő műsorokat a Magyar Rádióban. 1992-től pedig a Magyar Rádió Művészeti Főszerkesztőségének vezető szerkesztője. Műsorai (A Kelet kapujában, Keleti Társalgó) Távol-Kelet irodalmait mutatják be a szélesebb közönségnek. Ugyancsak e célt szolgálja közreműködése a különböző televíziós csatornák ismeretterjesztő sorozataiban, műsoraiban.
Kutatási témájában több kurzust tartott az ELTE-n, több egyetem és főiskola meghívott előadója. Az Írás Kiadó ügyvezetője, A Kelet Kiadó irodalmi vezetője.

## Művei

### Magyarul
- Reggeli beszélgetések Lin-csi apát kolostorában (Magyar Könyvklub 1999-2004, Írás Kiadó 2005) (németül és csehül is)
- Su-la-ce: Reggeli beszélgetések Lin-csi apát kolostorában; közreadja Sári László; Magyar Könyvklub, Bp., 1999
- A Himalája arca. „Minden, mi létező, képzeletben létezik csak”; Magyar Könyvklub, Bp., 2001; Kelet Kiadó, 2007
- Beszélgetések a Kelet kapujában; Magyar Könyvklub, Bp., 2003; Kelet Kiadó, 2016
- Su-la-ce: Az ifjú Lin-csi vándorlásai; közreadja Sári László; Írás, Bp., 2004
- Feljegyzések Lin-csiről; közreadja Sári László; Kelet, Bp., 2011
- Sári László: A nő máshol van. "Kelet, ha ragyog"; Kelet, Bp., 2013
- Su-la-ce: Reggeli beszélgetések Lin-csi apát kolostorában; közreadja Sári László; Kelet, Bp., 2013
- Su-la-ce: Az ifjú Lin-csi vándorlásai; közreadja Sári László; Kelet, Bp., 2014
- Sári László: (Su-la-ce): Lin-csi apát minden szava; Európa Kiadó, Bp., 2017
- Sári László: Dilettánsok történelme – honnan ered Nyugat és Kelet elhibázott viszonya; Corvina Kiadó, Bp., 2019
- Sári László: Lin-csi apát pesti rokona – Nyugat és Kelet; Corvina Kiadó, Bp., 2021

### Idegen nyelven
- Shulazi: Morgengespache im Kloster des Abtes Linji, Bacopa Verlag, 2001
- Su-la-ce: Ranní rozhovory v klástere opata Lin-Tiho („Reggeli beszélgetések Lin-csi apát kolostorában”); csehre ford. Robert Svoboda, Malvern Praha, 2005
- Su-la-ce: Putování mladého Lin-ťiho („Az ifjú Lin-csi vándorlásai”); csehre ford. Robert Svoboda; Malvern, Praha, 2011

## Fordításai
- Tudást Őrző Tiszta Tenger. Tibeti versek (válogatás, fordítás, utószó, Európa Könyvkiadó 1984, 1986)
- Lelked szélfútta madártoll. Cangjang Gjaco, a 6. dalai láma szerelmes versei (válogatás, fordítás, utószó, Írás Kiadó 1999; Corvina Kiadó 2020)
- Út a nyugalomhoz. Tendzin Gjaco, a 14. dalai láma írásai korunkról, jövőnkről, esélyeinkről (Írás Kiadó 2002)
- Tibeti közmondások; vál., utószó Sári László, ford. Harkány Julián; Kelet, Bp., 2009

## Hangoskönyvek
- Shulazi: Morgengespache im Kloster des Abtes Linji, Hörbuch, Bacopa Verlag, 2012
- Su-la-ce: Reggeli beszélgetések Lin-csi apát kolostorában – Az ifjú Lin-csi vándorlásai, 4 CD; Írás Kiadó, 2006, Kelet Kiadó 2007–2017
- Sári László: Alkonyi átváltozás – Lin-csi kolostora; Kossuth–Mojzer, Bp., 2009
- Sári László: "Tested ízes húsú barack" – a 6. dalai láma szerelmi élete és költészete, Corvina Kiadó, 2022

## Filmforgatókönyv
- Az élet vendége – Csoma-legendárium (Rendező: Szemző Tibor) Bemutató: 2006 Filmszemle
- Duna – Elfut a lét a partokon (Műhely 2016/3.)

## Díjai
- József Attila-díj (2011)
- A Magyar Érdemrend lovagkeresztje (2016)[1]